# Borrowed Time (court métrage)
 (juillet 2025).
Pour plus de détails, voir Fiche technique et Distribution.
Borrowed Time est un court métrage d'animation américain réalisé par Andrew Coats et Lou Hamou-Lhadj sorti 2015

## Synopsis
Borrowed Time raconte l'histoire poignante d'un shérif éploré, qui revient avec émotion sur les lieux d'un terrible accident. Il y retrouve un vieil objet, qui va lui redonner foi en l'avenir.

## Fiche technique
- Titre : Borrowed Time
- Réalisation : Andrew Coats et Lou Hamou-Lhadj
- Scénario : Andrew Coats, Lou Hamou-Lhadj, Mark Curnell Harris, Leah Shesky et Alexander Woo
- Montage : Kathy Toon
- Musique : Gustavo Santaolalla
- Animation : Mark Curnell Harris
- Production : Amanda Deering Jones
- Sociétés de production : Pixar Animation Studios, Walt Disney Pictures et Quorum Films
- Société de distribution : Walt Disney Studios Motion Pictures International
- Pays de production :  États-Unis
- Durée : 7 minutes
- Dates de sortie :
  - États-Unis :
    - 31 octobre 2015 (Austin)
    - 14 octobre 2016

### Distribution
- Steve Purcell : le shérif
- Greg Dykstra
- Nick Pitera